# Halowe Mistrzostwa Europy w Lekkoatletyce 2013 – bieg na 60 m przez płotki mężczyzn
Bieg na 60 metrów przez płotki mężczyzn – jedna z konkurencji rozegranych podczas halowych lekkoatletycznych mistrzostw Europy w hali Scandinavium w Göteborgu.

## Rekordy
| Rekord świata                        | Colin Jackson       | 7,30 | Sindelfingen, Niemcy | 6 marca 1994   |
| Rekord Europy                        | Colin Jackson       | 7,30 | Sindelfingen, Niemcy | 6 marca 1994   |
| Rekord mistrzostw Europy             | Colin Jackson       | 7,39 | Paryż, Francja       | 12 marca 1994  |
| Najlepszy wynik na świecie w sezonie | Kevin Craddock      | 7,50 | Düsseldorf, Niemcy   | 8 lutego 2013  |
| Najlepszy wynik w Europie w sezonie  | Siergiej Szubienkow | 7,50 | Moskwa, Rosja        | 12 lutego 2013 |

## Terminarz
| Data    | Godzina |            |
| ------- | ------- | ---------- |
| 1 marca | 10:30   | Eliminacje |
| 1 marca | 18:25   | Półfinał   |
| 1 marca | 19:45   | Finał      |

## Rezultaty
| NR – rekord kraju \| WL – najlepszy tegoroczny wynik na listach światowych |
| SB – najlepszy wynik w sezonie \| PB – rekord życiowy                      |

### Eliminacje
Rozegrano 4 biegi eliminacyjne, do których przystąpiło 27 płotkarzy. Awans do półfinału dawało zajęcie jednego z pierwszych trzech miejsc w swoim biegu (Q). Skład półfinałów uzupełniło czterech zawodników z najlepszymi czasami wśród przegranych (q).

#### Bieg 1
| Poz. | Tor | Zawodnik                | Reprezentacja | Czas | Uwagi |
| ---- | --- | ----------------------- | ------------- | ---- | ----- |
| 1    | 8   | Pascal Martinot-Lagarde | Francja       | 7,58 | Q     |
| 2    | 5   | Erik Balnuweit          | Niemcy        | 7,61 | Q     |
| 3    | 4   | Francisco Javier López  | Hiszpania     | 7,75 | Q,    |
| 4    | 7   | Aleksiej Driomin        | Rosja         | 7.76 | q     |
| 5    | 3   | Serhij Kopanajko        | Ukraina       | 7.82 | PB    |
| 6    | 2   | Alexander Brorsson      | Szwecja       | 7.85 |       |
| 7    | 6   | Koen Smet               | Holandia      | 7.86 |       |

#### Bieg 2
| Poz. | Tor | Zawodnik            | Reprezentacja | Czas | Uwagi |
| ---- | --- | ------------------- | ------------- | ---- | ----- |
| 1    | 6   | Balázs Baji         | Węgry         | 7,67 | Q     |
| 2    | 5   | Konstantin Szabanow | Rosja         | 7,69 | Q     |
| 3    | 7   | Jackson Quiñónez    | Hiszpania     | 7,70 | Q,    |
| 4    | 1   | Philip Nossmy       | Szwecja       | 7,76 | q,    |
| 5    | 8   | Matthias Bühler     | Niemcy        | 7,78 |       |
| 6    | 3   | Stefano Tedesco     | Włochy        | 7,85 | PB    |
| 7    | 4   | Andres Raja         | Estonia       | 7,90 |       |
| 8    | 2   | Milan Trajkovic     | Cypr          | 7,95 |       |

#### Bieg 3
| Poz. | Tor | Zawodnik            | Reprezentacja | Czas | Uwagi |
| ---- | --- | ------------------- | ------------- | ---- | ----- |
| 1    | 7   | Siergiej Szubienkow | Rosja         | 7,52 | Q     |
| 2    | 8   | Rasul Dabó          | Portugalia    | 7,68 | Q,    |
| 3    | 4   | Maksim Łynsza       | Białoruś      | 7,72 | Q     |
| 4    | 3   | Martin Mazáč        | Czechy        | 7,86 |       |
| 4    | 6   | Viliam Papšo        | Słowacja      | 7,86 | =     |
| —    | 5   | Ołeksij Kasjanow    | Ukraina       | DNF  |       |

#### Bieg 4
| Poz. | Tor | Zawodnik               | Reprezentacja | Czas | Uwagi |
| ---- | --- | ---------------------- | ------------- | ---- | ----- |
| 1    | 4   | Paolo Dal Molin        | Włochy        | 7,59 | Q, =  |
| 2    | 8   | Dominik Bochenek       | Polska        | 7,70 | Q,    |
| 3    | 6   | Konstandinos Duwalidis | Grecja        | 7,70 | Q,    |
| 4    | 7   | Dimitri Bascou         | Francja       | 7,72 | q     |
| 5    | 5   | Vladimir Vukicevic     | Norwegia      | 7,78 |       |
| 6    | 3   | Juan Ramón Barragán    | Hiszpania     | 7,93 |       |
| 7    | 2   | Filip Lööv             | Szwecja       | 8,02 |       |

### Półfinały
Rozegrano 2 biegi półfinałowych, w których wystartowało 16 płotkarzy. Awans do finału dawało zajęcie jednego z pierwszych czterech miejsc w swoim biegu (Q).

#### Półfinał 1
| Poz. | Tor | Zawodnik                | Reprezentacja | Czas | Uwagi |
| ---- | --- | ----------------------- | ------------- | ---- | ----- |
| 1    | 4   | Paolo Dal Molin         | Włochy        | 7,58 | Q,    |
| 2    | 3   | Pascal Martinot-Lagarde | Francja       | 7,61 | Q     |
| 3    | 6   | Konstantin Szabanow     | Rosja         | 7,63 | Q     |
| 4    | 7   | Konstandinos Duwalidis  | Grecja        | 7,64 | Q,    |
| 5    | 5   | Rasul Dabó              | Portugalia    | 7,73 |       |
| 6    | 2   | Philip Nossmy           | Szwecja       | 7,78 |       |
| 7    | 1   | Aleksiej Driomin        | Rosja         | 7,79 |       |
| 8    | 8   | Francisco Javier López  | Hiszpania     | 7,88 |       |

#### Półfinał 2
| Poz. | Tor | Zawodnik            | Reprezentacja | Czas | Uwagi |
| ---- | --- | ------------------- | ------------- | ---- | ----- |
| 1    | 4   | Siergiej Szubienkow | Rosja         | 7,52 | Q     |
| 2    | 3   | Erik Balnuweit      | Niemcy        | 7,59 | Q,    |
| 3    | 6   | Balázs Baji         | Węgry         | 7,59 |       |
| 4    | 7   | Maksim Łynsza       | Białoruś      | 7,67 | Q,    |
| 5    | 1   | Vladimir Vukicevic  | Norwegia      | 7,69 | NR    |
| 6    | 5   | Dominik Bochenek    | Polska        | 7,71 |       |
| 7    | 8   | Jackson Quiñónez    | Hiszpania     | 7,72 |       |
| 8    | 2   | Dimitri Bascou      | Francja       | 7,72 |       |

### Finał
| Poz. | Tor | Zawodnik                | Reprezentacja | Czas | Uwagi |
| ---- | --- | ----------------------- | ------------- | ---- | ----- |
|      | 6   | Siergiej Szubienkow     | Rosja         | 7,49 | WL    |
|      | 4   | Paolo Dal Molin         | Włochy        | 7,51 | NR    |
|      | 3   | Pascal Martinot-Lagarde | Francja       | 7,53 | =     |
| 4    | 8   | Balázs Baji             | Węgry         | 7,56 | =     |
| 5    | 5   | Erik Balnuweit          | Niemcy        | 7,58 | PB    |
| 6    | 2   | Maksim Łynsza           | Białoruś      | 7,58 | PB    |
| 7    | 1   | Konstandinos Duwalidis  | Grecja        | 7,64 | =     |
| 8    | 7   | Konstantin Szabanow     | Rosja         | 7,66 |       |